# 斷掌的女人
《斷掌的女人》（英語：Destiny in Her Hands）是马来西亚电视台ntv7和新加坡新传媒联合制作的马来西亚剧集。

## 演員表

### 王家
| 演員   | 角色   | 關係 |
| 葉良財 | 王德成 | 羅金玉之夫，後離異 王杰明、王珊珊之父 莫丁香之情夫 文启彬、楊國雄、程如海之情敵 羅錦華、李秀枝之女婿 羅金良、羅金豐、羅銀玉、羅金广之姐夫 錯手殺害阿星，嫁禍於羅金豐 殺害羅金豐 错手殺害莫丁香 最後被判絞刑 |
| 欧 萱  | 羅金玉 | 羅錦華、李秀枝之女 王德成之妻，後離異 羅金良、羅金豐、羅銀玉、羅金广之姐 王杰明、王珊珊之母 胡慧瑩之姑子 文启彬之前女友 楊國雄之暗戀對象兼好友 程如海之女友 莫丁香之情敵                                    |
| 張順源 | 王傑明 | 智障人士 王德成、羅金玉之子 王珊珊之兄 羅錦華、李秀枝之外孫 羅金良、羅金豐、羅銀玉、羅金广之外甥 因被羅金豐開車撞傷而變成植物人                                                                             |
| 梁祖仪 | 王珊珊 | 中學生 王德成、羅金玉之女 王杰明之妹 羅錦華、李秀枝之外孫女 羅金良、羅金豐、羅銀玉、羅金广之外甥女 |

### 罗家
| 演員   | 角色   | 關係 |
| 洪国锐 | 羅錦華 | 李秀枝之夫 羅金玉、羅金良、羅金豐、羅銀玉、羅金广之父 王德成之岳父 胡慧瑩之家公 王杰明、王珊珊之外公                                                                              |
| 爵 西  | 李秀枝 | 羅錦華之妻 羅金玉、羅金良、羅金豐、羅銀玉、羅金广之母 王德成之岳母 胡慧瑩之家婆 王杰明、王珊珊之外婆                                                                              |
| 欧 萱  | 羅金玉 | 羅錦華、李秀枝之女 羅金良、羅金豐、羅銀玉、羅金广之姐 参见王家 |
| 盛博泽 | 羅金良 | 羅錦華、李秀枝之子 丽娟之夫 羅金玉之弟 羅金豐、羅銀玉、羅金广之兄 王德成之舅子 胡慧瑩之叔子 王杰明、王珊珊之舅舅                                                                  |
|        | 丽 娟  | 罗金良之妻 |
| 江韦翰 | 羅金丰 | 羅錦華、李秀枝之子 美仪之夫 羅金玉、羅金良之弟 羅銀玉、羅金广之兄 王德成之舅子 胡慧瑩之叔子 王杰明、王珊珊之舅舅 因被王德成嫁禍殺害阿星而被判入獄10年 開車撞傷王杰明 被王德成殺害 |
|        | 美 仪  | 罗金丰之妻 |
| 巫恩仪 | 羅銀玉 | 羅錦華、李秀枝之女 羅金玉、羅金良之妹 羅金广之姐 王德成之姨子 胡慧瑩之姑子 王杰明、王珊珊之阿姨                                                                                   |
| 曾国珲 | 羅金广 | 羅錦華、李秀枝之子 胡慧瑩之夫 羅金玉、羅金良、羅金豐、羅銀玉之弟 王德成之舅子 王杰明、王珊珊之舅舅                                                                                |
| 蘇盈之 | 胡慧瑩 | 富家女 羅金广之妻 羅錦華、李秀枝之媳婦 羅錦華、李秀枝之外孫女 羅金玉、羅金良、羅金豐、羅金广、羅銀玉之弟婦 王杰明、王珊珊之舅母                                                   |

### 其他演員
| 演員   | 角色   | 關係                                                      |
| 吴维彬 | 程如海 | 羅金玉男友 王德成、文启彬、楊國雄之情敵                   |
| 謝雯惠 | 莫丁香 | 王德成之情婦 羅金玉之情敵 被王德成錯手殺害                |
| 杨威文 | 楊國雄 | 雄哥 羅金玉之好友 王德成、文启彬、程如海之情敵 暗戀羅金玉 |
| 黄启铭 | 文启彬 | 羅金玉前男友 王德成、楊國雄、程如海之情敵                 |
|        | 阿 星  | 被王德成錯手殺害                                          |
| 祖雄   | 周東國 |                                                           |

## 電視節目的變遷
| 马来西亚 NTV7 （星期一到星期五 22:00到23:00）節目      | 马来西亚 NTV7 （星期一到星期五 22:00到23:00）節目 | 马来西亚 NTV7 （星期一到星期五 22:00到23:00）節目 |
| ------------------------------------------------------ | ------------------------------------------------- | ------------------------------------------------- |
|                                                        | 斷掌的女人 （2011年6月9日-2011年8月1日）          |                                                   |
| 足印 （2011年4月19日-2011年6月8日）                    | 罪爱 （2011年8月2日-2011年9月26日）               |                                                   |
| 新加坡 新传媒8频道 （星期一到星期五 19:00到20:00）節目 |                                                   |                                                   |
| 漁米人家 （2012年3月7日-2012年4月17日）                | 斷掌的女人 （2012年4月18日-2012年5月29日）PG      | 西遊記 （2012年5月30日-2012年8月22日）            |